# Astelia nivicola
Astelia nivicola är en enhjärtbladig växtart som beskrevs av Leonard C. Cockayne och Thomas Frederic Cheeseman. Astelia nivicola ingår i släktet Astelia och familjen Asteliaceae.

## Underarter
Arten delas in i följande underarter:
- A. n. moriceae
- A. n. nivicola